# Picolé

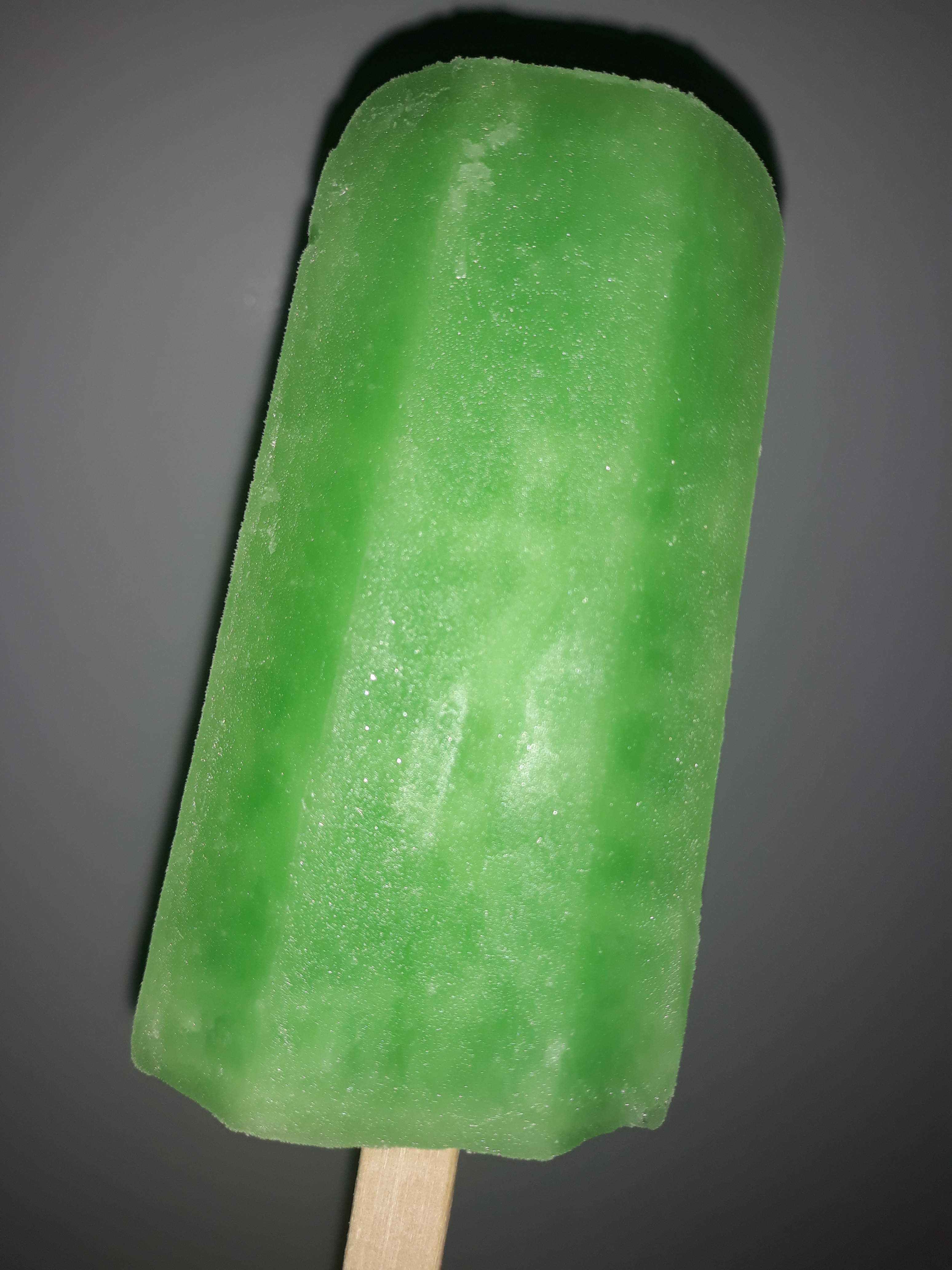
Picolé

Um picolé (português brasileiro) ou gelado de gelo (português europeu), é uma variedade de sorvete que consiste de um bloco doce congelado (que pode ser feito de suco de fruta ou outra bebida doce), geralmente na forma retangular ou cilíndrica, possuindo um palito que o atravessa verticalmente e com uma extensão livre, do bloco solidificado, em uma das suas pontas, destinado ao manuseio de degustação.

## Origem
Frank Epperson (1894-1983), quando tinha 11 anos e morava em São Francisco, EUA, esqueceu um copo de suco com uma colher no quintal em uma noite muito fria no ano de 1905. Ao acordar, o jovem percebeu que o suco havia congelado e estava preso na colher criando uma espécie de gelo com sabor de fruta. Após este evento, somente em 1912 que Epperson apresentou uma receita semelhante ao suco congelado dos seus 11 anos de idade. A fórmula fez sucesso e ele resolveu patentear a receita em 1913 e comercializar a sua invenção. Em 1925, os direitos foram vendidos a uma companhia de Nova Iorque.
O primeiro nome do picolé foi “eppsicle” (de "Epp's Icicle", algo como "gelinho do Epperson"), que depois acabou mudando para "popsicle" ("Pop's Icicle", "gelinho do papai").

## Recordes

### Brasil
Em fevereiro de 2013, o Bloco Picolé de Manga, da cidade de João Pessoa, registrou o recorde nacional de maior picolé de fruta, ao fazer um refresco solidificado de 227,1 kg, no sabor de manga. O fato foi registrado e certificado pelo RankBrasil, no evento de comemoração de 20 anos de atividade da agremiação. Em 2014, inspirado nos picolés mexicanos, chamadas de paletas, surgem as paleterias.

### Guinness Book
O Guinness Book registra um recorde de uma empresa holandesa que produziu um picolé de 21 pés (algo correspondente a 6,40 metros de comprimento) em 1997. Em 2005, houve a tentativa de estabelecer novo recorde na cidade de Nova York, produzindo um picolé de 25 metros de altura e 17,5 toneladas de suco congelado, porém, ao levar o produto e tentar levantá-lo, em uma praça da cidade e num dia quente, houve um rápido derretimento, o que inundou a praça com suco de kiwi e morango. O incidente fez com que o Guinness não registrasse o evento.